# Allognosta assamensis
Allognosta assamensis är en tvåvingeart som beskrevs av Enrico Adelelmo Brunetti 1920. Allognosta assamensis ingår i släktet Allognosta och familjen vapenflugor. Inga underarter finns listade i Catalogue of Life.